# Eatonina albachiarae
Eatonina albachiarae is een slakkensoort uit de familie van de Cingulopsidae. De wetenschappelijke naam van de soort is voor het eerst geldig gepubliceerd in 2011 door Perugia.